# Slovak Juniors 2009
Das Slovak Juniors 2009 als bedeutendstes internationales Nachwuchsturnier der Slowakei im Badminton fand vom 18. bis zum 20. Dezember 2009 in Prešov statt.

## Sieger und Platzierte der Junioren U19
| Disziplin    | Gold                              | Silber                         | Bronze                             |
| ------------ | --------------------------------- | ------------------------------ | ---------------------------------- |
| Herreneinzel | Max Schwenger                     | Lukáš Zevl                     | Raphael Beck                       |
| Herreneinzel | Max Schwenger                     | Lukáš Zevl                     | Milan Ludík                        |
| Dameneinzel  | Lucie Havlová                     | Sonia Olariu                   | Mónika Szőke                       |
| Dameneinzel  | Lucie Havlová                     | Sonia Olariu                   | Urška Polc                         |
| Herrendoppel | Jacek Kołumbajew Paweł Prądziński | Raphael Beck Max Schwenger     | Andriy Dmytryshyn Dmytro Katsaruba |
| Herrendoppel | Jacek Kołumbajew Paweł Prądziński | Raphael Beck Max Schwenger     | Kek Jamnik Luka Rebolj             |
| Damendoppel  | Sára Fekete Krisztina Perényi     | Tina Kodrič Živa Repše         | Tina Juršič Urška Polc             |
| Damendoppel  | Sára Fekete Krisztina Perényi     | Tina Kodrič Živa Repše         | Anna Ádám Vanda Hajdinák           |
| Mixed        | Lukáš Zevl Lucie Havlová          | Tomasz Persona Magdalena Gałek | Ivo Stoklas Sonia Olariu           |
| Mixed        | Lukáš Zevl Lucie Havlová          | Tomasz Persona Magdalena Gałek | Tomáš Skála Alžběta Bášová         |